# Interlands Oostenrijks voetbalelftal 1980-1989
Deze pagina toont een chronologisch en gedetailleerd overzicht van de interlands die het Oostenrijks voetbalelftal heeft gespeeld in de periode 1980 – 1989.

## Interlands

### 1980
|                                                                      |                  |       |            |                                                                                   |
| 2 april Vriendschappelijk № 440 «onderlinge duels» 19:30 uur (UTC+1) | West-Duitsland   | 1 – 0 | Oostenrijk | Olympiastadion, München Toeschouwers: 70.800 Scheidsrechter: Michel Vautrot (FRA) |
| 2 april Vriendschappelijk № 440 «onderlinge duels» 19:30 uur (UTC+1) | Hansi Müller 34' |       |            | Olympiastadion, München Toeschouwers: 70.800 Scheidsrechter: Michel Vautrot (FRA) |

|                                                                     |               |       | |                                                                             |
| 21 mei Vriendschappelijk № 441 «onderlinge duels» 19:30 uur (UTC+2) | Oostenrijk    | 1 – 5 | Argentinië                                                                                         | Praterstadion, Wenen Toeschouwers: 72.000 Scheidsrechter: André Daina (SUI) |
| 21 mei Vriendschappelijk № 441 «onderlinge duels» 19:30 uur (UTC+2) | Kurt Jara 20' |       | 3' Santiago Santamaria 10' Leopoldo Luque 15' Diego Maradona 75' Diego Maradona 89' Diego Maradona | Praterstadion, Wenen Toeschouwers: 72.000 Scheidsrechter: André Daina (SUI) |

|                                                                     |                 |       |               |                                                                                   |
| 4 juni Vriendschappelijk № 442 «onderlinge duels» 18:00 uur (UTC+2) | Oostenrijk      | 1 – 1 | Hongarije     | Népstadion, Boedapest Toeschouwers: 20.000 Scheidsrechter: Ricardo Lattanzi (ITA) |
| 4 juni Vriendschappelijk № 442 «onderlinge duels» 18:00 uur (UTC+2) | László Kiss 12' |       | 75' Kurt Jara | Népstadion, Boedapest Toeschouwers: 20.000 Scheidsrechter: Ricardo Lattanzi (ITA) |

|                                                                              |         |                              |            |                                                                                    |
| 24 september WK 1982 kwalificatie № 443 «onderlinge duels» 18:30 uur (UTC+2) | Finland | 0 – 2                        | Oostenrijk | Olympisch Stadion, Helsinki Toeschouwers: 8.099 Scheidsrechter: Clive Thomas (WAL) |
| 24 september WK 1982 kwalificatie № 443 «onderlinge duels» 18:30 uur (UTC+2) |         | 28' Kurt Jara 81' Kurt Welzl |            | Olympisch Stadion, Helsinki Toeschouwers: 8.099 Scheidsrechter: Clive Thomas (WAL) |

|                                                                        |                                                                |       |                  |                                                                             |
| 8 oktober Vriendschappelijk № 444 «onderlinge duels» 19:00 uur (UTC+1) | Oostenrijk                                                     | 3 – 1 | Hongarije        | Praterstadion, Wenen Toeschouwers: 7.500 Scheidsrechter: Ulf Eriksson (SWE) |
| 8 oktober Vriendschappelijk № 444 «onderlinge duels» 19:00 uur (UTC+1) | Kurt Welzl 20' Christian Keglevits 30' Christian Keglevits 85' |       | 80' Béla Bodonyi | Praterstadion, Wenen Toeschouwers: 7.500 Scheidsrechter: Ulf Eriksson (SWE) |

|                                                                             |                                                                                           |       |         |                                                                               |
| 15 november WK 1982 kwalificatie № 445 «onderlinge duels» 15:00 uur (UTC+1) | Oostenrijk                                                                                | 5 – 0 | Albanië | Praterstadion, Wenen Toeschouwers: 28.520 Scheidsrechter: Ruedi Renggli (SUI) |
| 15 november WK 1982 kwalificatie № 445 «onderlinge duels» 15:00 uur (UTC+1) | Bruno Pezzey 19' Walter Schachner 26' Walter Schachner 35' Kurt Welzl 58' Hans Krankl 85' |       |         | Praterstadion, Wenen Toeschouwers: 28.520 Scheidsrechter: Ruedi Renggli (SUI) |

|                                                                            |         |                |            |                                                                                    |
| 6 december WK 1982 kwalificatie № 446 «onderlinge duels» 14:00 uur (UTC+1) | Albanië | 0 – 1          | Oostenrijk | Qemal Stafastadion, Tirana Toeschouwers: 19.211 Scheidsrechter: László Pádár (HUN) |
| 6 december WK 1982 kwalificatie № 446 «onderlinge duels» 14:00 uur (UTC+1) |         | 38' Kurt Welzl |            | Qemal Stafastadion, Tirana Toeschouwers: 19.211 Scheidsrechter: László Pádár (HUN) |

### 1981
|                                                                          |                                           |       |            |                                                                                     |
| 29 april WK 1982 kwalificatie № 447 «onderlinge duels» 20:15 uur (UTC+2) | West-Duitsland                            | 2 – 0 | Oostenrijk | Volksparkstadion, Hamburg Toeschouwers: 61.418 Scheidsrechter: Charles Corver (NED) |
| 29 april WK 1982 kwalificatie № 447 «onderlinge duels» 20:15 uur (UTC+2) | Bernd Krauss 30' (e.d.) Klaus Fischer 36' |       |            | Volksparkstadion, Hamburg Toeschouwers: 61.418 Scheidsrechter: Charles Corver (NED) |

|                                                                        |                                      |       |           |                                                                               |
| 28 mei WK 1982 kwalificatie № 448 «onderlinge duels» 15:30 uur (UTC+2) | Oostenrijk                           | 2 – 0 | Bulgarije | Praterstadion, Wenen Toeschouwers: 52.000 Scheidsrechter: Pat Partridge (ENG) |
| 28 mei WK 1982 kwalificatie № 448 «onderlinge duels» 15:30 uur (UTC+2) | Hans Krankl 30' (pen.) Kurt Jara 88' |       |           | Praterstadion, Wenen Toeschouwers: 52.000 Scheidsrechter: Pat Partridge (ENG) |

|                                                                         |                                                                                            |       |                |                                                                               |
| 17 juni WK 1982 kwalificatie № 449 «onderlinge duels» 19:00 uur (UTC+2) | Oostenrijk                                                                                 | 5 – 1 | Finland        | Linzer Stadion, Linz Toeschouwers: 27.500 Scheidsrechter: Alojzy Jarguz (POL) |
| 17 juni WK 1982 kwalificatie № 449 «onderlinge duels» 19:00 uur (UTC+2) | Herbert Prohaska 16' Herbert Prohaska 18' Hans Krankl 49' Kurt Welzl 56' Gernot Jurtin 65' |       | 71' Ari Valvee | Linzer Stadion, Linz Toeschouwers: 27.500 Scheidsrechter: Alojzy Jarguz (POL) |

|                                                                           |            |       |        |                                                                             |
| 23 september Vriendschappelijk № 450 «onderlinge duels» 19:30 uur (UTC+2) | Oostenrijk | 0 – 0 | Spanje | Praterstadion, Wenen Toeschouwers: 15.000 Scheidsrechter: Jozef Marko (TCH) |
| 23 september Vriendschappelijk № 450 «onderlinge duels» 19:30 uur (UTC+2) |            |       |        | Praterstadion, Wenen Toeschouwers: 15.000 Scheidsrechter: Jozef Marko (TCH) |

|                                                                            |                      |       |                                                              |                                                                               |
| 14 oktober WK 1982 kwalificatie № 451 «onderlinge duels» 19:00 uur (UTC+1) | Oostenrijk           | 1 – 3 | West-Duitsland                                               | Praterstadion, Wenen Toeschouwers: 69.400 Scheidsrechter: Alexis Ponnet (BEL) |
| 14 oktober WK 1982 kwalificatie № 451 «onderlinge duels» 19:00 uur (UTC+1) | Walter Schachner 16' |       | 17' Pierre Littbarski 20' Felix Magath 77' Pierre Littbarski | Praterstadion, Wenen Toeschouwers: 69.400 Scheidsrechter: Alexis Ponnet (BEL) |

|                                                                             |           |       |            |                                                                                                 |
| 11 november WK 1982 kwalificatie № 452 «onderlinge duels» 18:30 uur (UTC+2) | Bulgarije | 0 – 0 | Oostenrijk | Vasil Levski Nationaal Stadion, Sofia Toeschouwers: 30.000 Scheidsrechter: Michel Vautrot (FRA) |
| 11 november WK 1982 kwalificatie № 452 «onderlinge duels» 18:30 uur (UTC+2) |           |       |            | Vasil Levski Nationaal Stadion, Sofia Toeschouwers: 30.000 Scheidsrechter: Michel Vautrot (FRA) |

### 1982
|                                                                       |                                   |       |                                                              |                                                                                  |
| 24 maart Vriendschappelijk № 453 «onderlinge duels» 18:00 uur (UTC+1) | Hongarije                         | 2 – 3 | Oostenrijk                                                   | Népstadion, Boedapest Toeschouwers: 40.000 Scheidsrechter: Edvard Šoštarič (YUG) |
| 24 maart Vriendschappelijk № 453 «onderlinge duels» 18:00 uur (UTC+1) | Béla Váradi 61' Tibor Nyilasi 69' |       | 31' Hans Krankl 49' Walter Schachner 51' Roland Hattenberger | Népstadion, Boedapest Toeschouwers: 40.000 Scheidsrechter: Edvard Šoštarič (YUG) |

|                                                                       |                                           |       |                       |                                                                             |
| 28 april Vriendschappelijk № 454 «onderlinge duels» 19:00 uur (UTC+2) | Oostenrijk                                | 2 – 1 | Tsjecho-Slowakije     | Praterstadion, Wenen Toeschouwers: 26.000 Scheidsrechter: Miklós Nagy (HUN) |
| 28 april Vriendschappelijk № 454 «onderlinge duels» 19:00 uur (UTC+2) | Walter Schachner 30' Walter Schachner 43' |       | 90' František Jakubec | Praterstadion, Wenen Toeschouwers: 26.000 Scheidsrechter: Miklós Nagy (HUN) |

|                                                                     |                   |       |            |                                                                              |
| 19 mei Vriendschappelijk № 455 «onderlinge duels» 19:30 uur (UTC+2) | Oostenrijk        | 1 – 0 | Denemarken | Praterstadion, Wenen Toeschouwers: 13.500 Scheidsrechter: Bernd Stumpf (GDR) |
| 19 mei Vriendschappelijk № 455 «onderlinge duels» 19:30 uur (UTC+2) | Josef Degeorgi 4' |       |            | Praterstadion, Wenen Toeschouwers: 13.500 Scheidsrechter: Bernd Stumpf (GDR) |

| Wereldkampioenschap voetbal 1982 |
| -------------------------------- |

|                                                                    |       |                      |            |                                                                                            |
| 17 juni WK 1982 Groep B № 456 «onderlinge duels» 17:15 uur (UTC+2) | Chili | 0 – 1                | Oostenrijk | Estadio Carlos Tartiere, Oviedo Toeschouwers: 22.300 Scheidsrechter: Juan Cardellino (URU) |
| 17 juni WK 1982 Groep B № 456 «onderlinge duels» 17:15 uur (UTC+2) |       | 22' Walter Schachner |            | Estadio Carlos Tartiere, Oviedo Toeschouwers: 22.300 Scheidsrechter: Juan Cardellino (URU) |

|                                                                    |          |                                      |            |                                                                                          |
| 21 juni WK 1982 Groep B № 457 «onderlinge duels» 17:15 uur (UTC+2) | Algerije | 0 – 2                                | Oostenrijk | Estadio Carlos Tartiere, Oviedo Toeschouwers: 22.000 Scheidsrechter: Tony Bosković (AUS) |
| 21 juni WK 1982 Groep B № 457 «onderlinge duels» 17:15 uur (UTC+2) |          | 56' Walter Schachner 68' Hans Krankl |            | Estadio Carlos Tartiere, Oviedo Toeschouwers: 22.000 Scheidsrechter: Tony Bosković (AUS) |

|                                                                    |                    |       |            |                                                                            |
| 25 juni WK 1982 Groep B № 458 «onderlinge duels» 17:15 uur (UTC+2) | West-Duitsland     | 1 – 0 | Oostenrijk | El Molinón, Gijón Toeschouwers: 41.000 Scheidsrechter: Bob Valentine (SCO) |
| 25 juni WK 1982 Groep B № 458 «onderlinge duels» 17:15 uur (UTC+2) | Horst Hrubesch 11' |       |            | El Molinón, Gijón Toeschouwers: 41.000 Scheidsrechter: Bob Valentine (SCO) |

|                                                                    |                      |       |            |                                                                                            |
| 28 juni WK 1982 Groep 4 № 459 «onderlinge duels» 17:15 uur (UTC+2) | Frankrijk            | 1 – 0 | Oostenrijk | Estadio Vicente Calderón, Madrid Toeschouwers: 37.000 Scheidsrechter: Károly Palotai (HUN) |
| 28 juni WK 1982 Groep 4 № 459 «onderlinge duels» 17:15 uur (UTC+2) | Bernard Genghini 39' |       |            | Estadio Vicente Calderón, Madrid Toeschouwers: 37.000 Scheidsrechter: Károly Palotai (HUN) |

|                                                                   |                                           |       |                                       |                                                                                          |
| 1 juli WK 1982 Groep 4 № 460 «onderlinge duels» 17:15 uur (UTC+2) | Oostenrijk                                | 2 – 2 | Noord-Ierland                         | Estadio Vicente Calderón, Madrid Toeschouwers: 22.000 Scheidsrechter: Adolf Prokop (DDR) |
| 1 juli WK 1982 Groep 4 № 460 «onderlinge duels» 17:15 uur (UTC+2) | Bruno Pezzey 51' Reinhold Hintermaier 68' |       | 28' Billy Hamilton 75' Billy Hamilton | Estadio Vicente Calderón, Madrid Toeschouwers: 22.000 Scheidsrechter: Adolf Prokop (DDR) |

|  |  |  |  |  |  |  |  |  |

|                                                                              |                                                                                                   |       |         |                                                                                        |
| 22 september EK 1984 kwalificatie № 461 «onderlinge duels» 19:00 uur (UTC+2) | Oostenrijk                                                                                        | 5 – 0 | Albanië | Gerhard Hanappistadion, Wenen Toeschouwers: 9.111 Scheidsrechter: Yordan Zhezhov (BUL) |
| 22 september EK 1984 kwalificatie № 461 «onderlinge duels» 19:00 uur (UTC+2) | Max Hagmayr 24' Felix Gasselich 41' Agustin Kola 64' (e.d.) Heribert Weber 66' Karl Brauneder 81' |       |         | Gerhard Hanappistadion, Wenen Toeschouwers: 9.111 Scheidsrechter: Yordan Zhezhov (BUL) |

|                                                                            |                                          |       |               |                                                                                |
| 13 oktober EK 1984 kwalificatie № 462 «onderlinge duels» 19:00 uur (UTC+1) | Oostenrijk                               | 2 – 0 | Noord-Ierland | Praterstadion, Wenen Toeschouwers: 9.885 Scheidsrechter: Valeriy Butenko (URS) |
| 13 oktober EK 1984 kwalificatie № 462 «onderlinge duels» 19:00 uur (UTC+1) | Walter Schachner 3' Walter Schachner 39' |       |               | Praterstadion, Wenen Toeschouwers: 9.885 Scheidsrechter: Valeriy Butenko (URS) |

|                                                                             |                                                                                    |       |         |                                                                                             |
| 17 november EK 1984 kwalificatie № 463 «onderlinge duels» 19:00 uur (UTC+2) | Oostenrijk                                                                         | 4 – 0 | Turkije | Gerhard Hanappistadion, Wenen Toeschouwers: 9.614 Scheidsrechter: Aleksander Suchanek (POL) |
| 17 november EK 1984 kwalificatie № 463 «onderlinge duels» 19:00 uur (UTC+2) | Toni Polster 10' Bruno Pezzey 33' Herbert Prohaska 36' (pen.) Walter Schachner 52' |       |         | Gerhard Hanappistadion, Wenen Toeschouwers: 9.614 Scheidsrechter: Aleksander Suchanek (POL) |

### 1983
|                                                                          |            |       |                |                                                                                |
| 27 april EK 1984 kwalificatie № 464 «onderlinge duels» 19:00 uur (UTC+2) | Oostenrijk | 0 – 0 | West-Duitsland | Praterstadion, Wenen Toeschouwers: 50.169 Scheidsrechter: Brian McGinlay (SCO) |
| 27 april EK 1984 kwalificatie № 464 «onderlinge duels» 19:00 uur (UTC+2) |            |       |                | Praterstadion, Wenen Toeschouwers: 50.169 Scheidsrechter: Brian McGinlay (SCO) |

|                                                                     |                                      |       |                                      |                                                                                    |
| 17 mei Vriendschappelijk № 465 «onderlinge duels» 19:30 uur (UTC+2) | Oostenrijk                           | 2 – 2 | Sovjet-Unie                          | Praterstadion, Wenen Toeschouwers: 15.000 Scheidsrechter: Ulrich Nyffenegger (SUI) |
| 17 mei Vriendschappelijk № 465 «onderlinge duels» 19:30 uur (UTC+2) | Felix Gasselich 28' Bruno Pezzey 90' |       | 35' Sergej Rodionov 62' Oleh Blochin | Praterstadion, Wenen Toeschouwers: 15.000 Scheidsrechter: Ulrich Nyffenegger (SUI) |

|                                                                        |                           |       |                                          |                                                                                    |
| 8 juni EK 1984 kwalificatie № 466 «onderlinge duels» 18:00 uur (UTC+2) | Albanië                   | 1 – 2 | Oostenrijk                               | Qemal Stafastadion, Tirana Toeschouwers: 15.139 Scheidsrechter: László Pádár (HUN) |
| 8 juni EK 1984 kwalificatie № 466 «onderlinge duels» 18:00 uur (UTC+2) | Muhedin Targaj 83' (pen.) |       | 6' Walter Schachner 58' Walter Schachner | Qemal Stafastadion, Tirana Toeschouwers: 15.139 Scheidsrechter: László Pádár (HUN) |

|                                                                              |                                                            |       |                     |                                                                                   |
| 21 september EK 1984 kwalificatie № 467 «onderlinge duels» 20:00 uur (UTC+1) | Noord-Ierland                                              | 3 – 1 | Oostenrijk          | Windsor Park, Belfast Toeschouwers: 18.013 Scheidsrechter: Erik Fredriksson (SWE) |
| 21 september EK 1984 kwalificatie № 467 «onderlinge duels» 20:00 uur (UTC+1) | Billy Hamilton 28' Norman Whiteside 67' Martin O'Neill 89' |       | 82' Felix Gasselich | Windsor Park, Belfast Toeschouwers: 18.013 Scheidsrechter: Erik Fredriksson (SWE) |

|                                                                           |                                                          |       |            |                                                                                     |
| 5 oktober EK 1984 kwalificatie № 468 «onderlinge duels» 20:15 uur (UTC+1) | West-Duitsland                                           | 3 – 0 | Oostenrijk | Parkstadion, Gelsenkirchen Toeschouwers: 65.496 Scheidsrechter: Luigi Agnolin (ITA) |
| 5 oktober EK 1984 kwalificatie № 468 «onderlinge duels» 20:15 uur (UTC+1) | Karl-Heinz Rummenigge 4' Rudi Völler 19' Rudi Völler 21' |       |            | Parkstadion, Gelsenkirchen Toeschouwers: 65.496 Scheidsrechter: Luigi Agnolin (ITA) |

|                                                                             |                                                          |       |                      |                                                                                          |
| 16 november EK 1984 kwalificatie № 469 «onderlinge duels» 15:00 uur (UTC+3) | Turkije                                                  | 3 – 1 | Oostenrijk           | Ali Sami Yenstadion, Istanbul Toeschouwers: 21.310 Scheidsrechter: Roger Schoeters (BEL) |
| 16 november EK 1984 kwalificatie № 469 «onderlinge duels» 15:00 uur (UTC+3) | İlyas Tüfekçi 62' Selçuk Yula 69' Selçuk Yula 76' (pen.) |       | 72' Ernst Baumeister | Ali Sami Yenstadion, Istanbul Toeschouwers: 21.310 Scheidsrechter: Roger Schoeters (BEL) |

### 1984
|                                                                   |                         |       |            |                                                                                       |
| 28 maart Vriendschappelijk № 470 «onderlinge duels» 20:30 (UTC+2) | Frankrijk               | 1 – 0 | Oostenrijk | Parc Lescure, Bordeaux Toeschouwers: 23.000 Scheidsrechter: Viriato Graça Oliva (POR) |
| 28 maart Vriendschappelijk № 470 «onderlinge duels» 20:30 (UTC+2) | Dominique Rocheteau 83' |       |            | Parc Lescure, Bordeaux Toeschouwers: 23.000 Scheidsrechter: Viriato Graça Oliva (POR) |

|                                                                       |            |       |             |                                                                                        |
| 18 april Vriendschappelijk № 471 «onderlinge duels» 19:00 uur (UTC+2) | Oostenrijk | 0 – 0 | Griekenland | Gerhard Hanappistadion, Wenen Toeschouwers: 9.700 Scheidsrechter: Werner Föckler (FRG) |
| 18 april Vriendschappelijk № 471 «onderlinge duels» 19:00 uur (UTC+2) |            |       |             | Gerhard Hanappistadion, Wenen Toeschouwers: 9.700 Scheidsrechter: Werner Föckler (FRG) |

|                                                                       |                           |       |                                          |                                                                                     |
| 2 mei WK 1986 kwalificatie № 472 «onderlinge duels» 20:30 uur (UTC+3) | Cyprus                    | 1 – 2 | Oostenrijk                               | Makariostadion, Nicosia Toeschouwers: 3.455 Scheidsrechter: Menahem Ashkenazi (ISR) |
| 2 mei WK 1986 kwalificatie № 472 «onderlinge duels» 20:30 uur (UTC+3) | Pashalis Christoforou 72' |       | 37' Martin Gisinger 75' Herbert Prohaska | Makariostadion, Nicosia Toeschouwers: 3.455 Scheidsrechter: Menahem Ashkenazi (ISR) |

|                                                                           |                                                                   |       |                     |                                                                                        |
| 12 september Vriendschappelijk № 473 «onderlinge duels» 19:00 uur (UTC+2) | Denemarken                                                        | 3 – 1 | Oostenrijk          | Idrætsparken, Kopenhagen Toeschouwers: 16.000 Scheidsrechter: Ignace van Swieten (NED) |
| 12 september Vriendschappelijk № 473 «onderlinge duels» 19:00 uur (UTC+2) | Michael Laudrup 36' Flemming Christensen 67' Henrik Eigenbrod 86' |       | 47' Martin Gisinger | Idrætsparken, Kopenhagen Toeschouwers: 16.000 Scheidsrechter: Ignace van Swieten (NED) |

|                                                                              |                                                       |       |                      |                                                                                 |
| 26 september WK 1986 kwalificatie № 474 «onderlinge duels» 19:00 uur (UTC+2) | Hongarije                                             | 3 – 1 | Oostenrijk           | Népstadion, Boedapest Toeschouwers: 25.417 Scheidsrechter: Michel Vautrot (FRA) |
| 26 september WK 1986 kwalificatie № 474 «onderlinge duels» 19:00 uur (UTC+2) | Antal Nagy 50' Márton Esterházy 62' József Kardos 78' |       | 23' Walter Schachner | Népstadion, Boedapest Toeschouwers: 25.417 Scheidsrechter: Michel Vautrot (FRA) |

|                                                                             |                         |       |           |                                                                                             |
| 14 november WK 1986 kwalificatie № 475 «onderlinge duels» 19:00 uur (UTC+1) | Oostenrijk              | 1 – 0 | Nederland | Gerhard Hanappistadion, Wenen Toeschouwers: 12.490 Scheidsrechter: Anatoliy Milchenko (URS) |
| 14 november WK 1986 kwalificatie № 475 «onderlinge duels» 19:00 uur (UTC+1) | Michel Valke 15' (e.d.) |       |           | Gerhard Hanappistadion, Wenen Toeschouwers: 12.490 Scheidsrechter: Anatoliy Milchenko (URS) |

### 1985
|                                                                       |                                          |       |            |                                                                                 |
| 27 maart Vriendschappelijk № 476 «onderlinge duels» 20:00 uur (UTC+4) | Sovjet-Unie                              | 2 – 0 | Oostenrijk | Dinamostadion, Tbilisi Toeschouwers: 21.500 Scheidsrechter: Klaus Peschel (DDR) |
| 27 maart Vriendschappelijk № 476 «onderlinge duels» 20:00 uur (UTC+4) | Anatoli Demjanenko 40' Oleh Protasov 48' |       |            | Dinamostadion, Tbilisi Toeschouwers: 21.500 Scheidsrechter: Klaus Peschel (DDR) |

|                                                                          |            |                                                        |           |                                                                                        |
| 17 april WK 1986 kwalificatie № 477 «onderlinge duels» 19:30 uur (UTC+2) | Oostenrijk | 0 – 3                                                  | Hongarije | Gerhard Hanappistadion, Wenen Toeschouwers: 17.869 Scheidsrechter: Jakob Baumann (SUI) |
| 17 april WK 1986 kwalificatie № 477 «onderlinge duels» 19:30 uur (UTC+2) |            | 21' József Kiprich 34' József Kiprich 48' Lajos Détári |           | Gerhard Hanappistadion, Wenen Toeschouwers: 17.869 Scheidsrechter: Jakob Baumann (SUI) |

|                                                                       |               |       |                      |                                                                             |
| 1 mei WK 1986 kwalificatie № 478 «onderlinge duels» 20:00 uur (UTC+2) | Nederland     | 1 – 1 | Oostenrijk           | De Kuip, Rotterdam Toeschouwers: 50.751 Scheidsrechter: Luigi Agnolin (ITA) |
| 1 mei WK 1986 kwalificatie № 478 «onderlinge duels» 20:00 uur (UTC+2) | Wim Kieft 55' |       | 60' Walter Schachner | De Kuip, Rotterdam Toeschouwers: 50.751 Scheidsrechter: Luigi Agnolin (ITA) |

|                                                                       |                                                                            |       |        |                                                                               |
| 7 mei WK 1986 kwalificatie № 479 «onderlinge duels» 19:30 uur (UTC+2) | Oostenrijk                                                                 | 4 – 0 | Cyprus | Liebenauerstadion, Graz Toeschouwers: 9.661 Scheidsrechter: Alan Snoddy (NIR) |
| 7 mei WK 1986 kwalificatie № 479 «onderlinge duels» 19:30 uur (UTC+2) | Peter Hrstic 2' Toni Polster 36' Walter Schachner 54' Gerald Willfurth 73' |       |        | Liebenauerstadion, Graz Toeschouwers: 9.661 Scheidsrechter: Alan Snoddy (NIR) |

|                                                                         |            |                                                        |             |                                                                                |
| 16 oktober Vriendschappelijk № 480 «onderlinge duels» 18:30 uur (UTC+1) | Oostenrijk | 0 – 3                                                  | Joegoslavië | Linzerstadion, Linz Toeschouwers: 14.500 Scheidsrechter: Roger Schoeters (BEL) |
| 16 oktober Vriendschappelijk № 480 «onderlinge duels» 18:30 uur (UTC+1) |            | 11' Zlatko Vujović 43' Mitar Mrkela 64' Zlatko Vujović |             | Linzerstadion, Linz Toeschouwers: 14.500 Scheidsrechter: Roger Schoeters (BEL) |

|                                                                          |        |       |            |                                                                                  |
| 20 november Vriendschappelijk № 481 «onderlinge duels» 20:30 uur (UTC+1) | Spanje | 0 – 0 | Oostenrijk | La Romareda, Zaragoza Toeschouwers: 18.000 Scheidsrechter: Claude Bouillet (FRA) |
| 20 november Vriendschappelijk № 481 «onderlinge duels» 20:30 uur (UTC+1) |        |       |            | La Romareda, Zaragoza Toeschouwers: 18.000 Scheidsrechter: Claude Bouillet (FRA) |

### 1986
|                                                                       |                                                 |       |                 |                                                                                    |
| 26 maart Vriendschappelijk № 482 «onderlinge duels» 20:00 uur (UTC+1) | Italië                                          | 2 – 1 | Oostenrijk      | Stadio Friuli, Udine Toeschouwers: 28.182 Scheidsrechter: Victoriano Arminio (ESP) |
| 26 maart Vriendschappelijk № 482 «onderlinge duels» 20:00 uur (UTC+1) | Alessandro Altobelli 55' Antonio Di Gennaro 76' |       | 3' Toni Polster | Stadio Friuli, Udine Toeschouwers: 28.182 Scheidsrechter: Victoriano Arminio (ESP) |

|                                                                     |                      |       |        |                                                                                      |
| 14 mei Vriendschappelijk № 483 «onderlinge duels» 18:30 uur (UTC+2) | Oostenrijk           | 1 – 0 | Zweden | Lehenstadion, Salzburg Toeschouwers: 12.500 Scheidsrechter: Henk van Ettekoven (NED) |
| 14 mei Vriendschappelijk № 483 «onderlinge duels» 18:30 uur (UTC+2) | Reinhard Kienast 51' |       |        | Lehenstadion, Salzburg Toeschouwers: 12.500 Scheidsrechter: Henk van Ettekoven (NED) |

|                                                                          |                 |       |                   |                                                                                         |
| 27 augustus Vriendschappelijk № 484 «onderlinge duels» 19:30 uur (UTC+2) | Oostenrijk      | 1 – 1 | Zwitserland       | Tivoli Stadion, Innsbruck Toeschouwers: 8.030 Scheidsrechter: Alphonse Constantin (BEL) |
| 27 augustus Vriendschappelijk № 484 «onderlinge duels» 19:30 uur (UTC+2) | Toni Polster 8' |       | 50' Thomas Bickel | Tivoli Stadion, Innsbruck Toeschouwers: 8.030 Scheidsrechter: Alphonse Constantin (BEL) |

|                                                                              |                                                                        |       |            |                                                                                      |
| 10 september EK 1988 kwalificatie № 485 «onderlinge duels» 17:30 uur (UTC+3) | Roemenië                                                               | 4 – 0 | Oostenrijk | Stadionul Steaua, Boekarest Toeschouwers: 13.611 Scheidsrechter: Gérard Biguet (FRA) |
| 10 september EK 1988 kwalificatie № 485 «onderlinge duels» 17:30 uur (UTC+3) | Ştefan Iovan 45' Marius Lăcătuș 61' Ştefan Iovan 64' Gheorghe Hagi 90' |       |            | Stadionul Steaua, Boekarest Toeschouwers: 13.611 Scheidsrechter: Gérard Biguet (FRA) |

|                                                                            |                                                          |       |         |                                                                                 |
| 15 oktober EK 1988 kwalificatie № 486 «onderlinge duels» 19:30 uur (UTC+2) | Oostenrijk                                               | 3 – 0 | Albanië | Liebenauerstadion, Graz Toeschouwers: 5.456 Scheidsrechter: Klaus Peschel (DDR) |
| 15 oktober EK 1988 kwalificatie № 486 «onderlinge duels» 19:30 uur (UTC+2) | Andreas Ogris 18' Toni Polster 65' Manfred Linzmaier 76' |       |         | Liebenauerstadion, Graz Toeschouwers: 5.456 Scheidsrechter: Klaus Peschel (DDR) |

|                                                                         |                                                                                           |       |                 |                                                                               |
| 29 oktober Vriendschappelijk № 487 «onderlinge duels» 19:30 uur (UTC+1) | Oostenrijk                                                                                | 4 – 1 | West-Duitsland  | Praterstadion, Wenen Toeschouwers: 50.000 Scheidsrechter: Luigi Agnolin (ITA) |
| 29 oktober Vriendschappelijk № 487 «onderlinge duels» 19:30 uur (UTC+1) | Toni Polster 57' (pen.) Toni Polster 63' (pen.) Reinhard Kienast 68' Reinhard Kienast 76' |       | 59' Rudi Völler | Praterstadion, Wenen Toeschouwers: 50.000 Scheidsrechter: Luigi Agnolin (ITA) |

### 1987
|                                                                       |                                                                       |       |            |                                                                                        |
| 25 maart Vriendschappelijk № 488 «onderlinge duels» 18:00 uur (UTC+1) | Joegoslavië                                                           | 4 – 0 | Oostenrijk | Banja Lukastadion, Banja Luka Toeschouwers: 18.000 Scheidsrechter: Renzo Peduzzi (SUI) |
| 25 maart Vriendschappelijk № 488 «onderlinge duels» 18:00 uur (UTC+1) | Darko Pančev 39' Dragan Stojković 56' Semir Tuce 75' Darko Pančev 80' |       |            | Banja Lukastadion, Banja Luka Toeschouwers: 18.000 Scheidsrechter: Renzo Peduzzi (SUI) |

|                                                                         |                                        |       |                                                 |                                                                              |
| 1 april EK 1988 kwalificatie № 489 «onderlinge duels» 19:30 uur (UTC+2) | Oostenrijk                             | 2 – 3 | Spanje                                          | Praterstadion, Wenen Toeschouwers: 31.342 Scheidsrechter: Bruno Galler (SUI) |
| 1 april EK 1988 kwalificatie № 489 «onderlinge duels» 19:30 uur (UTC+2) | Manfred Linzmaier 39' Toni Polster 64' |       | 31' Eloy Olaya 58' Eloy Olaya 90' Lobo Carrasco | Praterstadion, Wenen Toeschouwers: 31.342 Scheidsrechter: Bruno Galler (SUI) |

|                                                                          |         |                  |            |                                                                                        |
| 29 april EK 1988 kwalificatie № 490 «onderlinge duels» 16:00 uur (UTC+2) | Albanië | 0 – 1            | Oostenrijk | Qemal Stafastadion, Tirana Toeschouwers: 17.250 Scheidsrechter: Makis Germanakos (GRE) |
| 29 april EK 1988 kwalificatie № 490 «onderlinge duels» 16:00 uur (UTC+2) |         | 10' Toni Polster |            | Qemal Stafastadion, Tirana Toeschouwers: 17.250 Scheidsrechter: Makis Germanakos (GRE) |

|                                                                          |                                       |       |                                    |                                                                                    |
| 18 augustus Vriendschappelijk № 491 «onderlinge duels» 20:00 uur (UTC+2) | Zwitserland                           | 2 – 2 | Oostenrijk                         | Espenmoos, Sankt Gallen Toeschouwers: 9.000 Scheidsrechter: Aron Schmidhuber (FRG) |
| 18 augustus Vriendschappelijk № 491 «onderlinge duels» 20:00 uur (UTC+2) | Christophe Bonvin 28' Beat Sutter 34' |       | 17' Andreas Ogris 54' Manfred Zsak | Espenmoos, Sankt Gallen Toeschouwers: 9.000 Scheidsrechter: Aron Schmidhuber (FRG) |

|                                                                            |                                        |       |            |                                                                                                |
| 14 oktober EK 1988 kwalificatie № 492 «onderlinge duels» 20:30 uur (UTC+1) | Spanje                                 | 2 – 0 | Oostenrijk | Estadio Ramón Sánchez Pizjuán, Sevilla Toeschouwers: 57.447 Scheidsrechter: Joël Quiniou (FRA) |
| 14 oktober EK 1988 kwalificatie № 492 «onderlinge duels» 20:30 uur (UTC+1) | Michel González 56' Manuel Sanchís 62' |       |            | Estadio Ramón Sánchez Pizjuán, Sevilla Toeschouwers: 57.447 Scheidsrechter: Joël Quiniou (FRA) |

|                                                                             |            |       |          |                                                                                 |
| 18 november EK 1988 kwalificatie № 493 «onderlinge duels» 20:00 uur (UTC+1) | Oostenrijk | 0 – 0 | Roemenië | Praterstadion, Wenen Toeschouwers: 4.120 Scheidsrechter: Rosario Lo Bello (ITA) |
| 18 november EK 1988 kwalificatie № 493 «onderlinge duels» 20:00 uur (UTC+1) |            |       |          | Praterstadion, Wenen Toeschouwers: 4.120 Scheidsrechter: Rosario Lo Bello (ITA) |

### 1988
|                                                                                           |                         |       |                                   |                                                                                |
| 5 februari Vriendschappelijk Tournoi de France № 494 «onderlinge duels» 18:30 uur (UTC+1) | Oostenrijk              | 1 – 2 | Zwitserland                       | Stade Louis II, Monaco Toeschouwers: 3.000 Scheidsrechter: Michel Girard (FRA) |
| 5 februari Vriendschappelijk Tournoi de France № 494 «onderlinge duels» 18:30 uur (UTC+1) | Alain Geiger 48' (e.d.) |       | 26' Marcel Koller 66' Beat Sutter | Stade Louis II, Monaco Toeschouwers: 3.000 Scheidsrechter: Michel Girard (FRA) |

|                                                                      |                                             |       |                                       |                                                                                             |
| 6 april Vriendschappelijk № 495 «onderlinge duels» 19:30 uur (UTC+3) | Griekenland                                 | 2 – 2 | Oostenrijk                            | Georgios Karaiskákisstadion, Piraeus Toeschouwers: 6.000 Scheidsrechter: Carlo Longhi (ITA) |
| 6 april Vriendschappelijk № 495 «onderlinge duels» 19:30 uur (UTC+3) | Dimitris Saravakos 2' Giorgos Skartados 25' |       | 18' Manfred Zsak 58' Gerald Willfurth | Georgios Karaiskákisstadion, Piraeus Toeschouwers: 6.000 Scheidsrechter: Carlo Longhi (ITA) |

|                                                                       |                            |       |            |                                                                                |
| 27 april Vriendschappelijk № 496 «onderlinge duels» 19:30 uur (UTC+2) | Oostenrijk                 | 1 – 0 | Denemarken | Praterstadion, Wenen Toeschouwers: 14.500 Scheidsrechter: Manfred Neuner (FRG) |
| 27 april Vriendschappelijk № 496 «onderlinge duels» 19:30 uur (UTC+2) | Klaus Berggreen 13' (e.d.) |       |            | Praterstadion, Wenen Toeschouwers: 14.500 Scheidsrechter: Manfred Neuner (FRG) |

|                                                                     |           |                                                                         |            |                                                                              |
| 17 mei Vriendschappelijk № 497 «onderlinge duels» 18:00 uur (UTC+2) | Hongarije | 0 – 4                                                                   | Oostenrijk | Népstadion, Boedapest Toeschouwers: 5.210 Scheidsrechter: Adolf Prokop (DDR) |
| 17 mei Vriendschappelijk № 497 «onderlinge duels» 18:00 uur (UTC+2) |           | 19' Rupert Marko 57' Ralph Hasenhüttl 80' Rupert Marko 88' Rupert Marko |            | Népstadion, Boedapest Toeschouwers: 5.210 Scheidsrechter: Adolf Prokop (DDR) |

|                                                                         |            |                                        |          |                                                                              |
| 3 augustus Vriendschappelijk № 498 «onderlinge duels» 19:30 uur (UTC+2) | Oostenrijk | 0 – 2                                  | Brazilië | Praterstadion, Wenen Toeschouwers: 31.091 Scheidsrechter: Lajos Németh (HUN) |
| 3 augustus Vriendschappelijk № 498 «onderlinge duels» 19:30 uur (UTC+2) |            | 59' Edmar 87' Silva Jorge Luis Andrade |          | Praterstadion, Wenen Toeschouwers: 31.091 Scheidsrechter: Lajos Németh (HUN) |

|                                                                          |            |       |           |                                                                            |
| 31 augustus Vriendschappelijk № 499 «onderlinge duels» 19:30 uur (UTC+2) | Oostenrijk | 0 – 0 | Hongarije | Linzerstadion, Linz Toeschouwers: 12.000 Scheidsrechter: Bo Karlsson (SWE) |
| 31 augustus Vriendschappelijk № 499 «onderlinge duels» 19:30 uur (UTC+2) |            |       |           | Linzerstadion, Linz Toeschouwers: 12.000 Scheidsrechter: Bo Karlsson (SWE) |

|                                                                           |                                                                     |       |                                       |                                                                                      |
| 20 september Vriendschappelijk № 500 «onderlinge duels» 17:00 uur (UTC+2) | Tsjecho-Slowakije                                                   | 4 – 2 | Oostenrijk                            | Letenský Stadion, Praag Toeschouwers: 3.486 Scheidsrechter: Siegfried Kirschen (DDR) |
| 20 september Vriendschappelijk № 500 «onderlinge duels» 17:00 uur (UTC+2) | Milan Luhový 12' Michal Bílek 48' Václav Daněk 69' Václav Daněk 81' |       | 58' Peter Pacult 90' Gerald Willfurth | Letenský Stadion, Praag Toeschouwers: 3.486 Scheidsrechter: Siegfried Kirschen (DDR) |

|                                                                            |                                                  |       |            |                                                                                  |
| 19 oktober WK 1990 kwalificatie № 501 «onderlinge duels» 19:00 uur (UTC+3) | Sovjet-Unie                                      | 2 – 0 | Oostenrijk | Republican Stadion, Kiev Toeschouwers: 95.000 Scheidsrechter: Rune Larsson (SWE) |
| 19 oktober WK 1990 kwalificatie № 501 «onderlinge duels» 19:00 uur (UTC+3) | Oleksii Mykhaylychenko 46' Oleksandr Zavarov 68' |       |            | Republican Stadion, Kiev Toeschouwers: 95.000 Scheidsrechter: Rune Larsson (SWE) |

|                                                                            |                                                        |       |                                 |                                                                               |
| 2 november WK 1990 kwalificatie № 502 «onderlinge duels» 19:00 uur (UTC+1) | Oostenrijk                                             | 3 – 2 | Turkije                         | Praterstadion, Wenen Toeschouwers: 21.346 Scheidsrechter: Tullio Lanese (ITA) |
| 2 november WK 1990 kwalificatie № 502 «onderlinge duels» 19:00 uur (UTC+1) | Toni Polster 38' Andreas Herzog 42' Andreas Herzog 54' |       | 61' Feyyaz Uçar 81' Tanju Çolak | Praterstadion, Wenen Toeschouwers: 21.346 Scheidsrechter: Tullio Lanese (ITA) |

### 1989
|                                                                       |            |                  |        |                                                                                |
| 25 maart Vriendschappelijk № 503 «onderlinge duels» 16:30 uur (UTC+1) | Oostenrijk | 0 – 1            | Italië | Praterstadion, Wenen Toeschouwers: 23.000 Scheidsrechter: Manfred Neuner (FRG) |
| 25 maart Vriendschappelijk № 503 «onderlinge duels» 16:30 uur (UTC+1) |            | 88' Nicola Berti |        | Praterstadion, Wenen Toeschouwers: 23.000 Scheidsrechter: Manfred Neuner (FRG) |

|                                                                       |                    |       |                                         |                                                                                      |
| 11 april Vriendschappelijk № 504 «onderlinge duels» 19:30 uur (UTC+2) | Oostenrijk         | 1 – 2 | Tsjecho-Slowakije                       | Liebenauerstadion, Graz Toeschouwers: 8.000 Scheidsrechter: Pierluigi Pairetto (ITA) |
| 11 april Vriendschappelijk № 504 «onderlinge duels» 19:30 uur (UTC+2) | Andreas Herzog 71' |       | 60' Stanislav Griga 77' Stanislav Griga | Liebenauerstadion, Graz Toeschouwers: 8.000 Scheidsrechter: Pierluigi Pairetto (ITA) |

|                                                                    |                 |       |                 |                                                                                        |
| 20 mei WK 1990 kwalificatie № 505 «onderlinge duels» 20:00 (UTC+2) | DDR             | 1 – 1 | Oostenrijk      | Zentralstadion, Leipzig Toeschouwers: 22.000 Scheidsrechter: Alphonse Constantin (BEL) |
| 20 mei WK 1990 kwalificatie № 505 «onderlinge duels» 20:00 (UTC+2) | Ulf Kirsten 87' |       | 3' Toni Polster | Zentralstadion, Leipzig Toeschouwers: 22.000 Scheidsrechter: Alphonse Constantin (BEL) |

|                                                                     |                                                                               |       |                   |                                                                              |
| 31 mei Vriendschappelijk № 506 «onderlinge duels» 19:00 uur (UTC+2) | Noorwegen                                                                     | 4 – 1 | Oostenrijk        | Ullevaalstadion, Oslo Toeschouwers: 2.084 Scheidsrechter: Rune Larsson (SWE) |
| 31 mei Vriendschappelijk № 506 «onderlinge duels» 19:00 uur (UTC+2) | Gunnar Halle 33' Jan Åge Fjørtoft 40' Karl Petter Løken 55' Terje Kojedal 60' |       | 65' Andreas Ogris | Ullevaalstadion, Oslo Toeschouwers: 2.084 Scheidsrechter: Rune Larsson (SWE) |

|                                                                   |         |       |            |                                                                                    |
| 14 juni WK 1990 kwalificatie № 507 «onderlinge duels» 20:00 (UTC) | IJsland | 0 – 0 | Oostenrijk | Laugardalsvöllur, Reykjavik Toeschouwers: 10.535 Scheidsrechter: Howard King (WAL) |
| 14 juni WK 1990 kwalificatie № 507 «onderlinge duels» 20:00 (UTC) |         |       |            | Laugardalsvöllur, Reykjavik Toeschouwers: 10.535 Scheidsrechter: Howard King (WAL) |

|                                                                         |                                          |       |                        |                                                                                     |
| 23 augustus WK 1990 kwalificatie № 508 «onderlinge duels» 19:00 (UTC+2) | Oostenrijk                               | 2 – 1 | IJsland                | Lehenerstadion, Salzburg Toeschouwers: 16.000 Scheidsrechter: Peter Mikkelsen (DEN) |
| 23 augustus WK 1990 kwalificatie № 508 «onderlinge duels» 19:00 (UTC+2) | Heimo Pfeifenberger 48' Manfred Zsak 62' |       | 49' Ragnar Margeirsson | Lehenerstadion, Salzburg Toeschouwers: 16.000 Scheidsrechter: Peter Mikkelsen (DEN) |

|                                                                             |            |       |             |                                                                               |
| 6 september WK 1990 kwalificatie № 509 «onderlinge duels» 19:30 uur (UTC+2) | Oostenrijk | 0 – 0 | Sovjet-Unie | Praterstadion, Wenen Toeschouwers: 62.500 Scheidsrechter: Keith Hackett (ENG) |
| 6 september WK 1990 kwalificatie № 509 «onderlinge duels» 19:30 uur (UTC+2) |            |       |             | Praterstadion, Wenen Toeschouwers: 62.500 Scheidsrechter: Keith Hackett (ENG) |

|                                                      |              |       |                                         |                                                                                  |
| 4 oktober Vriendschappelijk № 510 «onderlinge duels» | Malta        | 1 – 2 | Oostenrijk                              | Ta' Qalistadion, Ta' Qali Toeschouwers: 2.500 Scheidsrechter: Carlo Longhi (ITA) |
| 4 oktober Vriendschappelijk № 510 «onderlinge duels» | Joe Zarb 15' |       | 25' Gerald Glatzmayer 68' Gerhard Rodax | Ta' Qalistadion, Ta' Qali Toeschouwers: 2.500 Scheidsrechter: Carlo Longhi (ITA) |

|                                                                            |                                                     |       |         |                                                                                      |
| 25 oktober WK 1990 kwalificatie № 511 «onderlinge duels» 14:30 uur (UTC+2) | Oostenrijk                                          | 3 – 0 | Turkije | Ali Sami Yenstadion, Istanbul Toeschouwers: 33.465 Scheidsrechter: Jozef Marko (TCH) |
| 25 oktober WK 1990 kwalificatie № 511 «onderlinge duels» 14:30 uur (UTC+2) | Rıdvan Dilmen 15' Rıdvan Dilmen 53' Feyyaz Uçar 62' |       |         | Ali Sami Yenstadion, Istanbul Toeschouwers: 33.465 Scheidsrechter: Jozef Marko (TCH) |

|                                                                         |                                                          |       |     |                                                                              |
| 15 november WK 1990 kwalificatie № 510 «onderlinge duels» 18:00 (UTC+1) | Oostenrijk                                               | 3 – 0 | DDR | Praterstadion, Wenen Toeschouwers: 55.000 Scheidsrechter: Piotr Werner (POL) |
| 15 november WK 1990 kwalificatie № 510 «onderlinge duels» 18:00 (UTC+1) | Toni Polster 2' Toni Polster 23' (pen.) Toni Polster 61' |       |     | Praterstadion, Wenen Toeschouwers: 55.000 Scheidsrechter: Piotr Werner (POL) |

CONMEBOL: Bolivia · Chili  · Colombia · Ecuador · Uruguay

UEFA: Albanië · België · Bulgarije · Cyprus · Denemarken · West-Duitsland · Duitse Democratische Republiek · Engeland · Faeröer · Finland · Frankrijk · Griekenland · Hongarije · IJsland · Ierland · Israël · Italië · Joegoslavië ·  Liechtenstein · Luxemburg · Malta · Nederland · Noord-Ierland · Noorwegen · Oostenrijk · Polen · Portugal · Roemenië · San Marino · Schotland ·  Sovjet-Unie ·  Spanje · Tsjecho-Slowakije · Turkije · Wales ·  Zweden · Zwitserland

CAF: Madagaskar

ÖFB · A-internationals · Selecties · Bondscoaches · Oostenrijks vrouwenelftal · Olympisch elftal · Oostenrijk U21 · Oostenrijk U20 · Oostenrijk U19 · Oostenrijk U18 · Oostenrijk U17 · Oostenrijk U16 · Vrouwen U17
1902 – 1919 ·
1920 – 1929 ·
1930 – 1939 ·
1940 – 1949 ·
1950 – 1959 ·
1960 – 1969 ·
1970 – 1979 ·
1980 – 1989 ·
1990 – 1999 ·
2000 – 2009 ·
2010 – 2019 ·
2020 – 2029
EK's: 2008 · 
2016 · 
2020 · 
2024
WK's: 1934 · 
1954 · 
1958 · 
1978 · 
1982 · 
1990 · 
1998
OS: 1912 ·
1936 ·
1948 ·
1952
1902 · 
1903 · 
1904 · 
1905 · 
1906 · 
1907 · 
1908 · 
1909 · 
1910 · 
1911 · 
1912 · 
1913 · 
1914 · 
1915 · 
1916 · 
1917 · 
1918 · 
1919 · 
1920 · 
1921 · 
1922 · 
1923 · 
1924 · 
1925 · 
1926 · 
1927 · 
1928 · 
1929 · 
1930 · 
1931 · 
1932 · 
1933 · 
1934 · 
1935 · 
1936 · 
1937 · 
1938 · 1939 · 1940 · 1941 · 1942 · 1943 · 1944 · 1945 · 
1946 · 
1947 · 
1948 · 
1949 · 
1950 · 
1952 · 
1952 · 
1953 · 
1954 · 
1955 · 
1956 · 
1957 · 
1958 · 
1959 · 
1960 · 
1961 · 
1962 · 
1963 · 
1964 · 
1965 · 
1966 · 
1967 · 
1968 · 
1969 · 
1970 · 
1971 · 
1972 · 
1973 · 
1974 · 
1975 · 
1976 · 
1977 · 
1978 · 
1979 · 
1980 · 
1981 · 
1982 · 
1983 · 
1984 · 
1985 · 
1986 · 
1987 · 
1988 · 
1989 · 
1990 ·
1991 · 
1992 · 
1993 · 
1994 · 
1995 · 
1996 · 
1997 · 
1998 · 
1999 · 
2000 · 
2001 · 
2002 · 
2003 · 
2004 · 
2005 · 
2006 · 
2007 · 
2008 · 
2009 · 
2010 · 
2011 · 
2012 · 
2013 · 
2014 · 
2015 · 
2016 · 
2017 · 
2018 · 
2019 · 
2020 · 
2021 ·
2022
Albanië ·
Algerije ·
Andorra ·
Argentinië ·
Azerbeidzjan ·
België ·
Bosnië en Herzegovina ·
Brazilië ·
Bulgarije ·
Canada ·
Chili ·
Costa Rica ·
Cyprus ·
Denemarken ·
DDR ·
Duitsland ·
Egypte ·
Engeland ·
Estland ·
Faeröer ·
Finland ·
Frankrijk ·
Georgië ·
Ghana ·
Griekenland ·
Hongarije ·
Ierland ·
IJsland ·
Iran ·
Israël ·
Italië ·
Ivoorkust ·
Japan ·
Joegoslavië ·
Kameroen ·
Kazachstan ·
Kroatië ·
Letland ·
Liechtenstein ·
Litouwen ·
Luxemburg ·
Malta ·
Moldavië ·
Montenegro ·
Nederland ·
Nigeria ·
Noord-Ierland ·
Noord-Macedonië ·
Noorwegen ·
Oekraïne ·
Paraguay ·
Peru ·
Polen ·
Portugal ·
Roemenië ·
Rusland ·
San Marino ·
Schotland ·
Servië ·
Slovenië ·
Slowakije ·
Sovjet-Unie ·
Spanje ·
Trinidad en Tobago ·
Tsjechië ·
Tsjecho-Slowakije ·
Tunesië ·
Turkije ·
Uruguay ·
Venezuela ·
Verenigde Staten ·
Wales ·
Wit-Rusland ·
Zweden ·
Zwitserland
Algerije (1982) · 
Chili (1982) · 
Duitsland (2008) · 
Frankrijk (1982) · 
Hongarije (2016) · 
Italië (2021) · 
Kroatië (2008) · 
Nederland (2021) · 
Noord-Ierland (1982) · 
Noord-Macedonië (2021) · 
Oekraïne (2021) · 
Polen (2008) ·  
Portugal (2016) · 
West-Duitsland (1982)